# HMS Escapade (H17)
HMS Escapade (H17) là một tàu khu trục lớp E được Hải quân Hoàng gia Anh Quốc chế tạo vào đầu những năm 1930. Trong Chiến tranh Thế giới thứ hai, nó đã phục vụ trên các mặt trận Đại Tây Dương và Địa Trung Hải cho đến khi được cho ngừng hoạt động vào năm 1946 và tháo dỡ vào năm 1947.

## Thiết kế và chế tạo
Escapade được đặt hàng vào ngày 1 tháng 11 năm 1932 trong Chương trình Chế tạo Hải quân 1931. Nó được đặt lườn vào ngày 30 tháng 3 năm 1933 tại xưởng tàu của hãng Scotts ở Greenock cùng với tàu chị em Escort; được hạ thủy vào ngày 30 tháng 1 năm 1934 và hoàn tất vào ngày 30 tháng 8 cùng năm với chi phí 249.987 Bảng Anh, không kể các thiết bị do Bộ Hải quân Anh cung cấp như vũ khí, đạn dược và thiết bị thông tin liên lạc.